# Cristóbal Aranda
Cristóbal Aranda Cristtel (* 4. Juni 1966 in Andorra), oder kurz Cristóbal Aranda, ist ein ehemaliger andorranischer Fußballspieler auf der Position eines Stürmers. Er war zuletzt für den FC Encamp und die andorranische Fußballnationalmannschaft aktiv.

## Karriere

### Verein
Seine Vereinskarriere begann Aranda in seiner andorranischen Heimat, wo er ab dem Jahr 1996 im Kader des Erstligisten FC Encamp stand. Ob er dem Verein bereits davor angehörte, ist aus den Quellen hingegen nicht ersichtlich. Hier belegte er, an der Seite von Francesc Reguera, mit der Mannschaft in der Saison 1998/99 den dritten Platz in der Meisterschaft. Diese Leistungen konnte Aranda mit der Vereinsauswahl auch in den nachfolgen zwei Spielzeiten nicht übertreffen. In der Saison 1999/2000 stand die Mannschaft um Aranda erstmals im Finale des Landespokal. Hier unterlag die Auswahl den Gegner Constel·lació Esportiva mit 6:0 am Ende jedoch recht deutlich. Ein Jahr später entging er nur knapp den Abstieg in die Zweitklassigkeit und scheiterte mit der Mannschaft auch im Viertelfinale des Nationalen Pokal am Gegner CE Principat aus der Hauptstadt Andorra la Vella.
Nur eine Saison später, wurde er erstmals in seiner Vereinskarriere andorranischer Landesmeister, als er sich mit der Mannschaft gegen die Teams von UE Sant Julià, FC Santa Coloma und den FC Rànger’s im Meisterschafts-Playoff durchsetze. Auf Internationaler Vereinsebene nahm er mit der Auswahl am UEFA-Pokal 2002/03 teil, wo sich die Mannschaft aber bereits in der 1. Qualifikationsrunde, dem Gegner Zenit St. Petersburg aus Russland mit 0:13 nach Hin- und Rückspiel, deutlich geschlagen geben musste. Nach der Vizemeisterschaft ein Jahr später nahm Aranda, an der Seite von Francesc Reguera und Óscar da Cunha, mit der Mannschaft am UEFA Intertoto Cup 2003 teil. Aber auch hier scheiterte die Auswahl bereits in der ersten Runde am belgischen Vertreter Lierse SK deutlich mit 1:7 nach Hin- und Rückspiel. Ob Aranda seine Vereinskarriere nach Ablauf der Saison 2004 beendete, weiterhin im Kader des FC Encamp verblieb oder zu einem anderen Verein wechselte und dort seine Karriere fortführte, ist nicht bekannt.

### Nationalmannschaft
Sein Debüt für die andorranische Fußballnationalmannschaft gab Aranda am 13. November 1996, im Freundschaftsspiel unter Trainer Isidre Codina, gegen die Auswahl von Estland (1:6). Es war das erste Länderspiel der La Tricolor überhaupt und Aranda gehört, neben 15 weiteren Spielern, zu jenen die erstmals auf Internationaler Ebene für das Land aufliefen. Er selbst war dabei der einzige Spieler des FC Encamp der in die Reihen der Nationalmannschaft berufen wurde. Dies sollte jedoch sein einziger Einsatz im Trikot der La Tricolor bleiben.

### Erfolge
- Andorranischer Meister (1): 2002